# حامول صعتري
حامول صعتري أو حامول أو كشوث أو لفلاف السعتر أو كشوت أو حُمّاض الأرنب أو شَكوثا أو أفتيمون أو أفثيمون (الاسم العلمي: Cuscuta epithymum) هو نوع من النباتات يتبع جنس الحامول من الفصيلة المحمودية

## الحامول الصعتري
ينمو الحامول على نبات الصعتر الذي هو أحد الاعشاب، وما ينمو على الصعتر لا بد أن يكون أحد الأعشاب التي تنمو على الأعشاب الباردة لأنها تتغذى على التربة التي على الجذر.
تنتمي إلى فصيلة اللبلاب وجذوعها تشبه الخيطان وتحمل عناقيداً من الأزهار الزهرية أو البيضاء ولايوجد لديها أوراق. أغلبية الأماكن وجودها تكون في الأراضي البور والأماكن المعشبة، تزهر نبتة الحامول في أوائل الصيف إلى أوائل الخريف.

## الفوائد الطبية
تساعد كثيراً في معالجة أمراض الحزن والإكتئاب، وتهدأ من روعة وسرعة الغضب والغضب هو سبب في معظم أمراض الرأس والدماغ، وأيضا تستخدم للرجفة في القلب والإغماء والدوار.
كما أنها تساعد الأمراض والأحزان التي يسببها الطحال، والكآبة فهي تنتج من الريح في مراق البطن. ويطهر بها الكلى وتدر البول وتفتح سدد المرارة وتنفع من اليرقان.
الحامول الذي ينمو على نبات القّراص فأثبت انه يستعمل في مدر البول عندما يكون محتبساً أو متقطعاً.

## الاستعمال الحديث
يعتبر الحامول نبتة مسهلة، ومنشطة للكبد، حيث يستفاد منها لمعالجة اليرقان وعرق النسا، يستخدم النقوع منها في التطهير.يستحسن زيادة بعض الزنجبيل والفلفل الحلو على نقوع الجذوع لأنه منشط للكليتينو الطحال، والكبد في حال أصيب بأي مرض. نغلي «14غ» من النبتة المجففة ب«568 ملل» من الماء ومن ثم يصفى ويؤخذ بجرعات من «28 ملل». إذا أردنا أخذ المستخلص السائل نأخذ 30 نقطة.